# Gerbillus gleadowi
Gerbillus gleadowi är en däggdjursart som beskrevs av Murray 1886. Gerbillus gleadowi ingår i släktet Gerbillus och familjen råttdjur. IUCN kategoriserar arten globalt som livskraftig. Inga underarter finns listade i Catalogue of Life.
Denna ökenråtta förekommer i västra Indien och i angränsande regioner av Pakistan. Den lever i kulliga områden vid 800 meter över havet. Arten vistas i öknar, i halvöknar, i torra gräsmarker och på jordbruksmark.
Individerna är aktiva på natten och går främst på marken. Gerbillus gleadowi betraktas av bönder som skadedjur.